# Água Longa
Água Longa é uma povoação portuguesa sede da Freguesia de Água Longa do Município de Santo Tirso, freguesia com 14,90 km² de área e 2341 habitantes (censo de 2021), tendo, por isso, uma densidade populacional de 157,1 hab./km².
A Freguesia de Água Longa é uma das maiores do município de Santo Tirso, estando situada no seu extremo sul. A Paróquia de São Julião de Água Longa deve obediência eclesiástica à vigararia de Valongo da Diocese do Porto.
Goza de uma excelente localização geográfica, uma vez que dista 10 km da sede do seu município, cerca de 11 da cidade do Porto e faz fronteira com a Freguesia de Alfena, possuindo excelentes acessibilidades (A41 - Porto, Paços de Ferreira, Maia, Alfena, etc.; EN 105, Porto - Alfena - Santo Tirso - Guimarães; EN 318, Água longa - Vila do Conde), é banhada pelo Rio Leça que a atravessa de Nascente a Poente.
Água Longa tem como principais atividades económicas a agricultura e a indústria (setores têxtil, mobiliário e construção civil).

## Demografia
A população registada nos censos foi:
| Distribuição da População por Grupos Etários | Distribuição da População por Grupos Etários | Distribuição da População por Grupos Etários | Distribuição da População por Grupos Etários | Distribuição da População por Grupos Etários |
| -------------------------------------------- | -------------------------------------------- | -------------------------------------------- | -------------------------------------------- | -------------------------------------------- |
| Ano                                          | 0-14 Anos                                    | 15-24 Anos                                   | 25-64 Anos                                   | > 65 Anos                                    |
| 2001                                         | 382                                          | 327                                          | 1180                                         | 245                                          |
| 2011                                         | 368                                          | 242                                          | 1277                                         | 320                                          |
| 2021                                         | 327                                          | 276                                          | 1283                                         | 455                                          |

## Património arquitetónico
Património referido no SIPA:
- Capela em Pidre
- Ponte Medieval do Arquinho